# Abraham Ojanperä
Abraham Ojanperä (Liminka, 16 september 1856 – aldaar, 26 februari 1916) was een Fins bariton/bas. Hij was een van de leidende artiesten binnen de Finse zangwereld in de 19e eeuw en begin 20e eeuw. Naast uitvoerend artiest, gaf hij ook zanglessen. Hij was voorts strever naar een  onafhankelijk Finland van Rusland (bestuur) en Zweden (cultuur). Hij zong soms al in het Fins, terwijl dat toen nog niet gebruikelijk was (Zweeds was de voertaal in hogere kringen).

## Jeugd en opleiding
Abraham Ojanperä, soms liefkozend Aappo, Aapo of Aapi genoemd, groeide op in de omgeving van Oulu. Hij werd wees op tweejarige leeftijd, maar mocht desondanks in het arme Finland toch naar school. In Jyväskylä volgde hij een opleiding tot leerkracht. Hij studeerde daar in 1878 af en vertrok daarop naar Helsinki om zich in het zingen te bekwamen. Gedurende die studie begon hij ook uitvoeringen te geven, bijvoorbeeld in januari 1881 en mei 1882. Dat laatste concert vond plaats in de concertzaal van de Universiteit van Helsinki. Om zich verder in de zangkunst te verdiepen vertrok Ojanperä naar Dresden. Hij hoopte daar ook een zangcarrière te beginnen. Dat laatste liep spaak en hij keerde in 1885 terug naar Finland, alhoewel hij nog een studiebeurs voor een vierde jaargang had ontvangen. Ojanperä ging in Helsinki lesgeven.

## Lesgeven
Daarvoor was eigenlijk nog geen materiaal voorhanden en Ojanperä ontwikkelde eigenhandig het zangonderwijs in Finland. Gedurende die tijd trad hij ook op als cantor. In de daaropvolgende jaren ging hij op studiereis naar de landen rondom de Middellandse Zee. Eenmaal terug werd hij benoemd tot docent koraal- en kerkzang aan de Universiteit van Helsinki, faculteit Godsgeleerdheid. Hij gaf jarenlang les en stond derhalve aan de wieg van mening zangersloopbaan. Daaronder bevonden zich Ida Ekman, Maikki Järnefelt, Alma Kuula, Annikki Uimonen, Gerda Lind en Eino Rautavaara. Als zanger gaf hij soms ook les in compositieleer. Zijn belangrijkste samenwerking daarin is terug te vinden bij Oskar Merikanto.
Ojanperä bleef al die tijd bezig als liederen- en operazanger. Hij vertolkte menig nieuw werk van beginnende Finse componisten als Jean Sibelius, diezelfde Merikanto, Erkki Melartin, Otto Kotilaisen, Armas Järnefelt (broer van Maikki) en Arma Maasalo.  Zijn  laatste rol was in de opera van Oskar Merikanto getiteld Pohjan neiti (1908), opgevoerd in Vyborg. Daarvoor had hij al gezongen in Berlijn en Christiania (toenmalige naam van Oslo).

## Nadagen

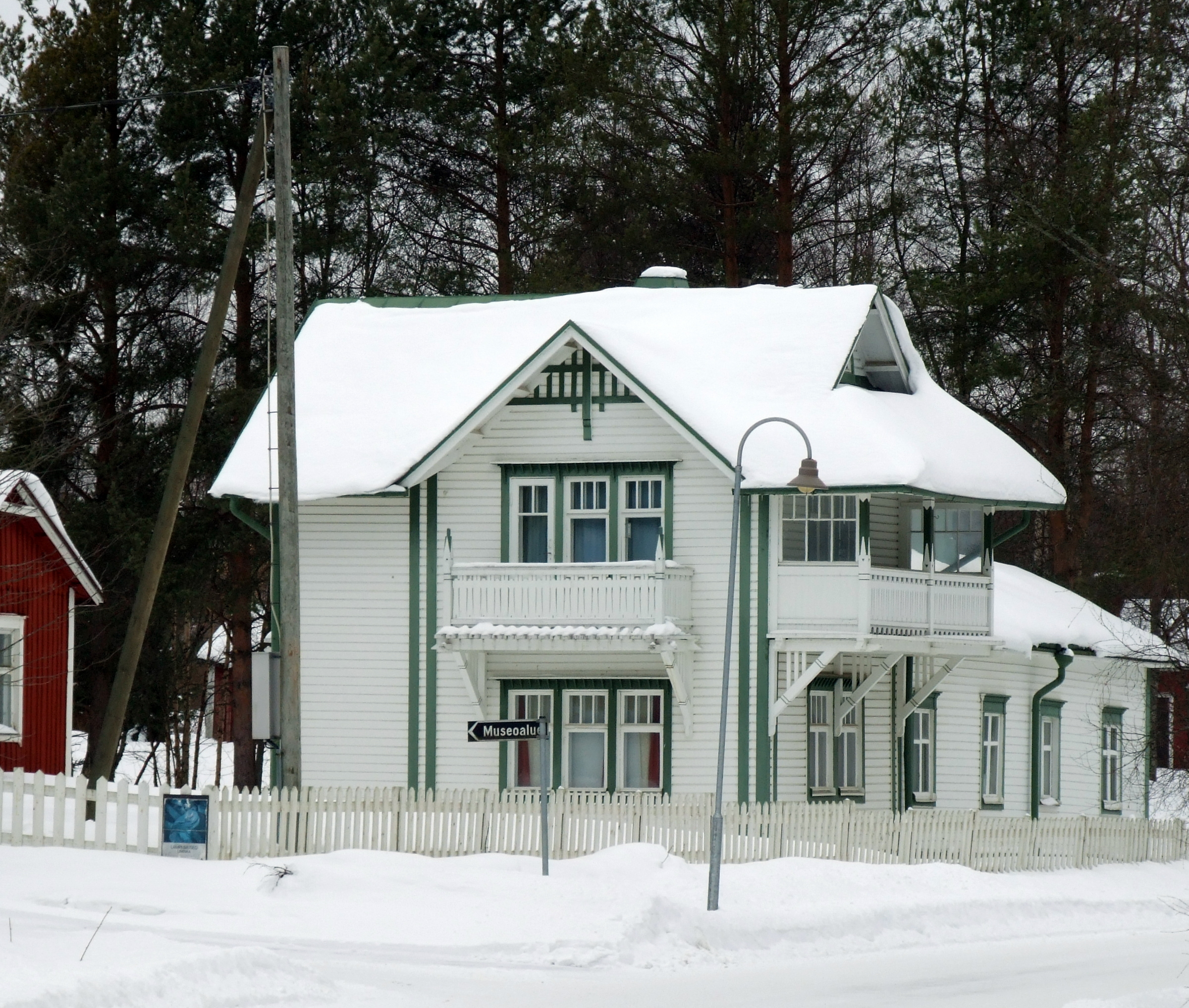
Huis in Liminka

In de nadagen van zijn loopbaan genoot Ojanperä tijdens zomers van zijn verblijven in buitenland, maar steeds vaker ook van het verblijf in zijn geboortedorp Liminka. Hij moest daar steeds vaker verblijven om te herstellen van zijn zwakke gezondheid. Vanaf 1913 kon hij genieten van een staatspensioen, maar bleef doorwerken. In 1915 bleek herstel niet meer mogelijk en hij stierf in het voorjaar 1916 zonder enige familie te hebben in zijn woning te Liminka.
- Gemeinsame Normdatei: 173974244
- International Standard Name Identifier: 0000 0003 5794 9359
- MusicBrainz: 49b263f5-9fa6-433f-86c1-61f2f87415d8
- Virtual International Authority File: 187738964
- WorldCat: E39PBJjMDBHYwbGYmRqy36Wv73